# Neoclytus angelicus
Neoclytus angelicus là một loài bọ cánh cứng trong họ Cerambycidae.